# 10. listopada
10. listopada (10. 10.) 283. je dan godine po gregorijanskom kalendaru (284. u prijestupnoj godini).
Do kraja godine imaju još 82 dana.

## Događaji
- 680. – U bitci kod Karbale ubijen je šijitski imam Husein bin Ali. Njegov smrću dolazi do konačne islamske podjele na sunite i šijite.
- 732. – U bitci kod Toursa Karlo Martel je pobijedio drugu ( i posljednju) arapsku invaziju Francuske.
- 1964. – Otvorene su Olimpijske igre u Tokiju.
- 1967. – Potpisan je sporazum o vanjskom svemiru kojim se zabranjuje postavljanje oružja za masovno uništenje u svemir.
- 1971. – U Austriji je na izborima za Nacionalno vijece SPÖ (Socijalistička stranka Austrije) prvi put dobila više od 50 posto glasova.
- 1991. – Za vrijeme srpske agresije na Hrvatsku, srpske postrojbe su počinile pogrom u selu Lovasu, ubivši 40 Hrvata civila, a 14 je ozlijeđeno.

| - 1813. – Giuseppe Verdi, talijanski skladatelj († 1901.) - 1830. – Izabela II., kraljica Španjolske († 1904.) - 1887. – Zvonimir Rogoz, hrvatski glumac i redatelj († 1988.) - 1889. – Han van Meegeren, nizozemski slikar krivotvoritelj († 1947.) - 1911. – Clare Hollingworth, engleska ratna izvjestiteljica i publicistkinja († 2017.) - 1913. – Claude Simon, francuski književnik († 2005.) - 1926. – Nada Kareš Richter, hrvatska glumica († 2014.) - 1934. – Aldo Gladić, hrvatski jezikoslovac, fonetičar i pjesnik - 1947. – Nenad Šarić, hrvatski glazbenik († 2012.) - 1970. – Goran Navojec, hrvatski glumac - 1970. – Mario Radić, hrvatski poduzetnik i političar - 1973. – Vikash Dhorasoo, francuski nogometaš - 1973. – Joël Chenal, francuski alpski skijaš - 1979. – Nicolás Massú, čileanski tenisač - 1984. – Jean-Baptiste Grange, francuski alpski skijaš | - 1974. – Ljudmila Pavličenko, sovjetska snajperistica (* 1916.) - 1976. – Silvana Armenulić, jugoslavenska pjevačica izvorne narodne glazbe - 1985. – Yul Brynner, američki filmski glumac (* 1915.) - 1985. – Orson Welles, američki redatelj, glumac, scenarist i producent (* 1915.) - 2015. – Saša Britvić, hrvatski dirigent i glazbeni pedagog (* 1965.) |

## Blagdani i spomendani
- Dan državnosti na Kubi
- Svjetski dan beskućnika[1]
- Svjetski dan mentalnog zdravlja